# Risaburō Kimura
Pour les articles homonymes, voir Kimura.
Risaburō Kimura (木村 利三郎, Kimura Risaburō) est un graveur à tendance abstraite du XXe siècle, né en 1924 dans la préfecture de Kanagawa et mort en 2014 à New York.

## Biographie
Après des études de philosophie, il se tourne vers la gravure. En 1968, il participe à la huitième Exposition d'Art japonais contemporain, ainsi qu'à la biennale internationale de l'estampe de Tokyo, où il reçoit un prix. Il fait plusieurs expositions personnelles.